# Consumptiegoed
Een consumptiegoed of eindproduct is elk tastbaar goed dat geproduceerd wordt om vervolgens door de consument, om haar noodzaak aan dit goed te bevredigen, geconsumeerd te worden. Consumptiegoederen zijn goederen die eerder gebruikt worden voor directe consumptie dan voor de productie van een ander goed, waarvoor kapitaalgoederen meer voor in aanmerking komen. De benaming eindproduct wordt gebruikt in de techniek, waarin wordt gesproken over het product dat ontstaat aan het einde van de productieketen. Het moet niet worden verward met een halffabricaat, welke als tussenvorm vanuit een grondproduct wordt geproduceerd, maar nog geen eindproduct is.
Wanneer men over consumptiegoederen spreekt in de context van het bruto binnenlands product (bbp), heeft men het enkel over nieuwe consumptiegoederen.

## Indeling

### Duurzaamheid
Consumptiegoederen kunnen worden ingedeeld op de volgende manieren:
1. Duurzame goederen (Gebruiksgoederen)
2. Niet-duurzame goederen (Verbruiksgoederen)
3. Diensten

Duurzame consumptiegoederen hebben meestal een aanzienlijke levensduur met een minimum van 1 jaar. Kapitaalgoederen, zoals machines, gebouwen of andere apparatuur, zijn duurzame producten waarvan de levensduur door de fabrikant bepaald wordt voor de verkoop. De lange levensduur en vaak hogere kosten zorgen ervoor dat consumenten hun aankoop uitstellen, wat ervoor zorgt dat duurzame goederen vaak het meest kostprijs-afhankelijk onderdeel van de consumptie is.
Niet-duurzame consumptiegoederen worden vaak gekocht om ofwel meteen te verbruiken of om ze te bewaren voor een zeer korte tijd. De levensduur van niet-duurzame consumptiegoederen kan in het algemeen variëren van enkele minuten tot drie jaar. Voorbeelden van deze goederen zijn voedsel, dranken, kleding, schoenen en brandstoffen zoals benzine.
Diensten zijn immaterieel of niet-tastbaar. Ze kunnen niet worden gevoeld, gezien of geproefd door de consument, maar ze bevredigen wel haar behoeften. Ze zijn onlosmakelijk met elkaar verbonden en variabel, waarmee bedoeld wordt dat tegelijkertijd geproduceerd en geconsumeerd worden. Voorbeelden van diensten zijn kapsalons, reparaties aan auto's, taxidiensten...

### Koopgedrag van de consument
Consumptiegoederen kunnen ook ingedeeld worden naargelang het koopgedrag van de consument:
1. Convenience goods (gemaksgoederen)
2. Shopping good (keuzegoederen)
3. Specialty goods (speciale goederen)
4. Unsought goods (ongewilde goederen)

#### Convenience goods (gemaksgoederen)
Gemaksgoederen zijn goederen die gemakkelijk beschikbaar zijn voor de consument, zonder daarvoor extra inspanningen te moeten leveren. In het algemeen komen deze goederen voor in de categorie van de verbruiksgoederen met een lage waarde. Deze goederen worden meestal verkocht door groothandelaren of detailhandelaren, om ze zo beschikbaar te maken voor de consument in kleine of grote hoeveelheden. Gemaksgoederen kunnen op hun beurt onderverdeeld worden in:
1. Levensnoodzakelijke gemaksgoederen
2. Impulsieve gemaksgoederen

Levensnoodzakelijke gemaksgoederen zijn gemaksgoederen die bijdragen tot de basisbehoeften van de consument. Deze goederen zijn makkelijk en in grote hoeveelheden verkrijgbaar. Voorbeelden hiervan zijn melk, suiker, brood etc.
Impulsieve gemaksgoederen zijn gemaksgoederen die niet-prioritair zijn voor de consument. Deze goederen worden zonder voorafgaande planning gekocht (op basis van een impuls). Voorbeelden hiervan zijn snoep, wafels, ijs, lolly's etc.

#### Shopping good (keuzegoederen)
Keuzegoederen zijn goederen waaraan de consument veel tijd moet besteden en goed plannen alvorens ze tot een aankoop overgaan. De consument kiest in dit geval door middel van selectie en vergelijking op basis van verschillende parameters zoals kosten, merk, stijl, comfort etc. welk goed hij zal kopen. Keuzegoederen zijn duurder dan gemaksgoederen maar ook duurzamer van aard. Bedrijven die consumptiegoederen verkopen proberen hun filialen en showrooms te plaatsen in winkelzone's om de aandacht van de klant te trekken. Ook advertenties en promoties spelen een belangrijke rol in dit onderdeel van de consumptiegoederen. Voorbeelden van deze goederen zijn kleding, televisies, radio's, schoenen, woninginrichting etc. Keuzegoederen worden onderverdeeld in homogene shopping goods en heterogene shopping goods. Homogene shopping goods zijn goederen die door de consumenten als identiek worden gezien. Hierbij wordt enkel gelet op de prijs van een product. Bij heterogene shopping goods zien de consumenten de verschillen tussen de alternatieve producten. De verschillen worden zo belangrijk gevonden dat consumenten net zo lang winkelen totdat zij het alternatief vinden die zij prefereren. Bij heterogene producten speelt de expressieve waarde, welke is toegevoegd door de consument, een grote rol.

#### Specialty goods (speciale goederen)
Speciale goederen zijn goederen die een uniek voorkomen hebben. Ze zijn redelijk zeldzaam en luxueus. Deze goederen worden vaak gekocht door de hogere klasse in een maatschappij omdat ze duur zijn en vaak moeilijk te veroorloven zijn voor mensen van de middenklasse of lagere klasse. Bedrijven promoten deze goederen met als doelgroep de hogere klasse. Deze goederen vallen niet onder de levensnoodzakelijke consumptiegoederen, want ze worden veeleer gekocht op basis van persoonlijke voorkeur of verlangen. Merknaam, uniciteit en bijzondere kenmerken van een speciaal goed zijn de belangrijkste eigenschappen die een consument aantrekken om dergelijk product te kopen. Voorbeelden van deze goederen zijn antiek, sieraden, luxueuze auto's etc.

#### Unsought goods (ongewilde goederen)
Ongewilde goederen zijn goederen die niet behoren tot een van de bovenstaande groepen. Deze goederen zijn goederen die te allen tijde beschikbaar zijn op de markt, maar slechts gekocht worden door een klein aantal consumenten op basis van hun behoefte aan deze goederen of andere specifieke redenen. In het algemeen worden deze goederen niet door de doorsnee consument gekocht. Producten die nog niet lang op de markt zijn en relatief onbekend zijn worden ook in deze categorie onderverdeeld.
Voorbeelden hiervan zijn doodskist, brandblusapparaat, uitvaartverzekering etc.